# 五台山 (江原特別自治道)
五台山（オデさん、朝鮮語: 오대산）は、大韓民国北東部の江原特別自治道にある山並の総称。朝鮮半島東部を貫く太白山脈の一部をなし、半島を東西に横断する車嶺山脈がここで西へ分かれている。同じく太白山脈の一部で五台山の北にある雪岳山や金剛山同様、奇岩の峰が連なる景観と、古い仏教寺院で知られている観光地である。

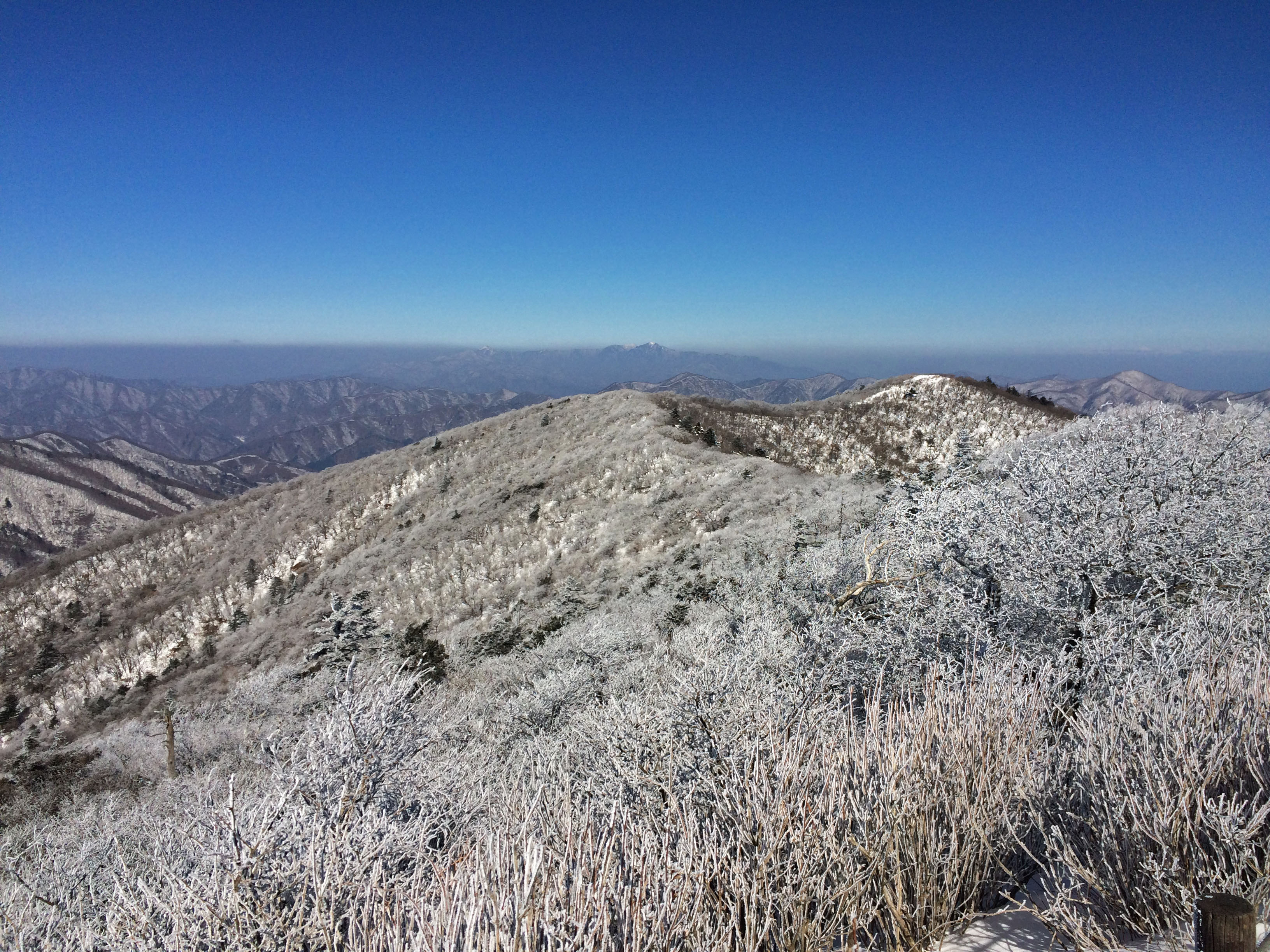
毘盧峰から見た冬景色

五台山一帯は1975年2月1日に五台山国立公園に指定されており、江陵市・平昌郡・洪川郡の境界付近にまたがっている。五台山とは満月台、長嶺台、麒麟台、象三台、知工台の5つの台を指すとされる。これらの間には大きな峰々があり、高さ1,563mの主峰・毘盧峰（ビロボン）をはじめ、虎嶺峰、象王峰、頭老峰、東台山、小台山、小桂芳山、上王峰などの1,000mを超える峰がある。五台山のうち北東部は小金剛と呼ばれる渓谷地帯で、ハイキング客が多く訪れる。
五台山は朝鮮の様々な宗教・文化が育まれた地である。新羅以来の歴史のある月精寺（ウォルジョンサ）、上院寺（サンウォンサ）といった古刹が李氏朝鮮時代の排仏政策や文禄・慶長の役の被害からも残り、仏像や石塔が史跡に指定されている。言い伝えでは、新羅の慈蔵法師は善徳女王の代の643年に唐へ渡り、現在の山西省にある五台山で仏法をおさめ頂骨舎利などを持って帰国した。新羅で数多くの寺院を建てた慈蔵法師は、中国の五台山にちなみ、唐に渡る前に自らが修行していた山の名を改め「五台山」としたという。
また1606年に、朝鮮王朝実録を保管するための五つの史庫の一つ、「五台山史庫」がここに置かれた。五台山に保管されていた五台山本は20世紀になり東京帝国大学に移されていたが関東大震災で焼失している。これらの寺院や史庫の建物は朝鮮戦争で戦場となった際に焼失したが、現在では再建されている。
2002年には国際連合が定めた国際山岳年を記念し、山林庁は100大名山を選定、この中に五台山も名を連ねることとなった。
一帯はジャコウジカ、オナガゴーラル、キバノロなどの生息地で、五台山国立公園に含まれる3つのフェン（2ha）は、「五台山国立公園湿地」としてラムサール条約の定める「国際的に重要な湿地」に登録されている（韓国のラムサール条約登録地一覧参照）。